# Дымшиц, Вениамин Эммануилович
Вениами́н Эммануи́лович Ды́мшиц (15 февраля 1910, Феодосия, Таврическая губерния — 23 мая 1993, Москва) — советский государственный и партийный деятель. Герой Социалистического Труда.
Член ЦК КПСС (1961—1986), депутат Совета Союза ВС СССР 6—11 созывов от Хабаровского края.

## Биография
Родился 15 (28) сентября 1910 года в Феодосии (ныне Крым) в семье дантиста Эммануила Бениаминовича Дымшица и Хаи Абрамовны Раковской. Внук еврейского писателя Авраама-Абы Раковского (1854—1921), автора художественной прозы и публицистики на иврите.
- С 1927 года рабочий в Донбассе.
- С 1928 года рабочий на предприятиях Москвы.
- 1929—1931 годы — студент Московского автогенно-сварочного института, преобразованного позже в кафедру сварки МВТУ имени Н. Э. Баумана[10].
- С 1931 года прораб, инженер, заведующий производством, заместитель начальника работ сварочной конторы Кузнецкстроя.
- С 1932 года — директор Уральской областной сварочной конторы.
- С 1933 года — начальник цеха инженерных конструкций строительства «Азовсталь» в Мариуполе.
- С 1934 года заочно учился на механическом факультете Донецкого института хозяйственников (не окончил).
- С 1937 года — директор завода металлоконструкций на строительстве металлургического комбината «Азовсталь», начальник строительства Криворожского металлургического завода.
- В 1939—1946 годах управляющий трестом «Магнитострой». В годы Великой Отечественной войны ярко раскрылись высокие человеческие достоинства Дымшица и его талант руководителя: на его долю выпала сложная задача — возглавить создание форпоста советской индустрии на Урале. В рекордно короткие сроки под его руководством было сооружено 42 сложных объекта.
- В 1945 году экстерном окончил МВТУ имени Н. Э. Баумана[11].
- В 1946—1950 годах — управляющий трестом «Запорожстрой».
- С 1950 года — заместитель министра строительства предприятий тяжёлой индустрии СССР,
- В 1954—1957 годах — заместитель министра строительства предприятий металлургической и химической промышленности СССР.
- В 1957—1959 годах — главный инженер строительства Бхилайского металлургического завода в Индии.
- С 9 июня 1959 года по 25 апреля 1962 года — начальник отдела капитального строительства Госплана СССР — министр СССР.
- С 25 апреля по 17 июля 1962 года — первый заместитель председателя Госплана СССР — министр СССР.
- С 17 июля 1962 года заместитель председателя СМ СССР, одновременно председатель Госплана СССР (июль — ноябрь 1962).
- Председатель СНХ СССР (1962—1965).
- Председатель Государственного комитета Совета Министров СССР по материально-техническому снабжению (1965—1976).

4 марта 1970 года В. Э. Дымшиц был главной фигурой на пресс-конференции граждан СССР еврейской национальности, где выступил с апологией советской политики в отношении евреев, обличая при этом политику Государства Израиль.
В. Дымшиц внес весомый вклад в фундамент индустриализации СССР, превращение его в могущественную державу. Вот некоторые стройки, в которых он участвовал и которые возглавлял: «Азовсталь», Кузнецкий, Криворожский, Магнитогорский, Запорожский, Бхилайский (Индия) металлургические комбинаты, объекты свинцовой промышленности и многие другие.
С 20 декабря 1985 года — персональный пенсионер союзного значения.
Умер 23 мая 1993 года. Похоронен в Москве на Новодевичьем кладбище (участок № 10).

## Награды и премии
- Герой Социалистического Труда
- семь орденов Ленина
  - 15.01.1943 — за «образцовое выполнение заданий Государственного комитета обороны по строительству и вводу в действие новых мощностей на Магнитогорском металлургическом комбинате имени Сталина»[12]
- два ордена Трудового Красного Знамени
- медали
- Сталинская премия второй степени (1946) — за разработку новых методов скоростного строительства и монтажа доменных печей, осуществлённых на Чусовском и Магнитогорском металлургических заводах
- Сталинская премия третьей степени (1950) — за разработку и внедрение технологических правил в жилищное и промышленное строительство.